# Juri Gennadjewitsch Paschtschinski
Juri Gennadjewitsch Paschtschinski (russisch Юрий Геннадьевич Пащинский, englische Transkription: Yury Paschinskiy; * 15. Juli 1982 in Moskau, Russische SFSR) ist ein russischer Billardspieler.
Er gehörte in der Mitte der 2000er-Jahre zu den dominierenden Spielern in der Billardvariante Russisches Billard. In dieser Zeit gewann er vier WM-Medaillen, darunter der Weltmeistertitel 2005 in der Disziplin Freie Pyramide und der zweite Platz 2007, und wurde 2008 Europameister. 2012 wurde er erneut Vizeweltmeister, diesmal in der Kombinierten Pyramide.
Daneben tritt er gelegentlich im Snooker an, in dem er 2001 russischer Meister wurde.

## Leben
Juri Paschtschinski wurde 1982 in Moskau geboren. Als er neun Jahre alt war, starb sein Vater und er zog anschließend zu seinen Großeltern nach Rostow am Don. Wenige Jahre später kehrte er in die Hauptstadt zurück, in der er den Schulabschluss ablegte und heute neben seiner Spielerkarriere als Billardtrainer tätig ist.
Paschtschinski hat einen jüngeren Bruder und ist Vater eines Sohnes.

## Karriere

### 1994–2004: Jugend und Anfänge
Juri Paschtschinski begann im Alter von zwölf Jahren in Rostow am Don mit dem Billardspielen. Mit 15 Jahren erzielte er seine ersten regionalen Erfolge und im Jahr 2000 gewann er mit dem Asian Cup erstmals ein internationales Turnier. Seine erste bekannte WM-Teilnahme folgte zwei Jahre später im hessischen Willingen, als er durch Siege gegen Azat Gurbanow und Maratas Kasajevas in die Runde der letzten 32 einzog, in der er dem Weißrussen Aljaksandr Schylkin mit 2:4 unterlag. Auch bei der Europameisterschaft kam er in die Runde der letzten 32. Daneben gewann er 2002 den Longoni Russia Cup und erreichte das Finale beim Balkanpokal.
Im Dezember 2003 besiegte Paschtschinski beim internationalen Top-16-Turnier unter anderem den Weltmeister Jaroslaw Wynokur und zog ins Finale ein, in dem er sich seinem Landsmann Jewgeni Stalew mit 4:9 geschlagen geben musste. Im folgenden Jahr gewann er den Longoni Russia Cup und verlor im Finale des Balkanpokals gegen Kirill Anischtschenko (3:7). Bei der WM 2004 gewann er unter anderem gegen Earl Strickland und Meder Dschyldschymyschew und schied im Viertelfinale knapp gegen Wladimir Petuschkow (5:6) aus. Im selben Jahr gewann er seinen ersten von mindestens zehn russischen Meistertiteln.

### 2005–2007: Weltmeister
Ab 2005 nahm er gelegentlich an Europacupturnieren teil, doch es dauerte vier Jahre, ehe er bei einem Turnier der Serie über das Achtelfinale hinaus kam. Im Dezember 2005 verlor Paschtschinski in Almaty bei der Weltmeisterschaft in der Freien Pyramide sein Auftaktspiel gegen Artem Mojissejenko. Anschließend besiegte er unter anderem Oleksandr Palamar, Jerbol Achmetdschanow und Eduard Galijanz und zog ins Endspiel ein, in dem er durch einen 7:6-Sieg gegen Kirill Anischtschenko Weltmeister wurde.
Anfang 2006 wurde Paschtschinski gemeinsam mit Pawel Kusmin und Anna Maschirina durch einen Finalsieg gegen Weißrussland Mannschaftsweltmeister. Ein Jahr später gelangte das russische Team erneut ins Finale, diesmal mussten sich Paschtschinski, Anna Maschirina und Sergei Pletnew jedoch der kasachischen Auswahl geschlagen geben. Während Paschtschinski 2006 bei den meisten Turnieren früh ausschied, gewann er beim Dynamische-Pyramide-Weltcup nach einer Halbfinalniederlage gegen Qanybek Saghyndyqow das Spiel um Platz drei mit 7:1 gegen Māris Vartiks und erreichte bei der Freie-Pyramide-WM 2006 als Titelverteidiger das Halbfinale, in dem er seinem Nachfolger Pawel Mechowow mit 3:5 unterlag.
Im Jahr 2007 gelangte Paschtschinski bei fast allen Turnieren mindestens ins Halbfinale. Erstmals wurden in drei Disziplinen eine Weltmeisterschaft ausgetragen. Nachdem er im April in der Kombinierten Pyramide in der Vorrunde ausgeschieden war, erreichte er in der Dynamischen Pyramide das Halbfinale, in dem er gegen Oleksandr Palamar (3:7) verlor, bevor er im November bei der Freie-Pyramide-WM unter anderem durch einen Sieg gegen Arman Baklatschjan ins Endspiel einzog, in dem er sich dem Kasachen Qanybek Saghyndyqow mit 6:7 knapp geschlagen geben musste. Im selben Jahr gewann er unter anderem zwei Turniere des Moscow Open Cup und erreichte das Finale beim Märzturnier der Rossijskaja-gaseta-Turnierserie, bei der Europameisterschaft (1:7 gegen Oleksandr Palamar) und beim Kremlin Cup (3:7 gegen Kirill Anischtschenko).

### 2008–2010: Europameister

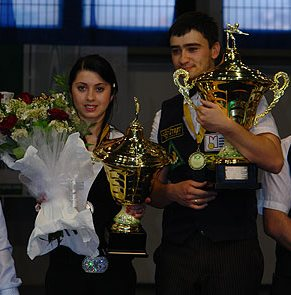
Aljona Afanassjewa und Juri Paschtschinski bei der EM 2008

Im Mai 2008 wurde Paschtschinski durch einen 7:0-Finalsieg gegen den Aserbaidschaner Seyxun Ağayev Europameister. Die EM war das einzige Turnier des Jahres, bei dem Paschtschinski über das Viertelfinale hinaus kam. Während er bei der Rossijskaja-gaseta-Turnierserie zweimal in der Runde der letzten acht scheiterte, schied er unter anderem bei den beiden Weltmeisterschaften (in der Kombinierten Pyramide gegen Zuxriddin Hoshimov und in der Freien Pyramide gegen Jewhen Palamar) und beim Kremlin Cup 2008 im Achtelfinale aus.
Anfang 2009 gewann Paschtschinski im Finale gegen seinen Landsmann Wagif Bagirow mit 7:2 zum ersten Mal ein Turnier des Freie-Pyramide-Europacup. Nachdem er beim Kremlin Cup, bei dem er im Achtelfinale gesetzt war, eine Auftaktniederlage hinnehmen musste, schied er bei der EM 2009 als Titelverteidiger in der Runde der letzten 32 gegen Anatoli Dmitrijew aus. Auch bei der Freie-Pyramide-WM 2009 scheiterte er im Sechzehntelfinale, diesmal unterlag er dem Ukrainer Wadym Korjahin.
Im März 2010 gewann Paschtschinski durch einen 7:5-Finalsieg gegen Anatoli Dmitrijew die Prince Open. Während er unter anderem beim Kremlin Cup und bei der zweiten Ausgabe der Prince Open früh ausschied, gelangte er im selben Jahr fünfmal ins Viertelfinale, unter anderem bei den Asian Open, bei der Freie-Pyramide-WM, bei der er gegen Danylo Besuhlow (5:6) verlor, und bei der Europameisterschaft.

### 2011–2015: Vizeweltmeister
Anfang 2011 sicherte sich Paschtschinski beim Auftaktturnier des Freie-Pyramide-Weltcup die Bronzemedaille, nachdem er im Halbfinale gegen Oleksandr Palamar ausgeschieden war. Nachdem er beim zweiten Weltcupturnier im Achtelfinale ausgeschieden war, setzte er sich beim Gouverneurspokal Kemerowo im Finale gegen Wladimir Wainzwaig mit 7:6 durch und erreichte das Halbfinale der EM 2011, in dem er dem Ukrainer Pawlo Radionow mit 4:6 unterlag. Bei der russischen Meisterschaft im Triathlon gewann er die Bronzemedaille. Bei den anderen Turnieren schied er früh aus, so kam er bei drei Ausgaben der Prince Open lediglich einmal ins Sechzehntelfinale und scheiterte beim Kremlin Cup in der Runde der letzten 128. Bei der Freie-Pyramide-WM 2011 erreichte er die Runde der letzten 32. Im Dezember 2011 musste er beim Einladungsturnier Champions Cup in Astana im Achtelfinale gegen Äujes Jeljubajew eine Auftaktniederlage hinnehmen.
Anfang 2012 gelangte Paschtschinski bei vier Turnieren ins Endspiel; er wurde im Finale gegen Fjodor Sogomonow (7:0) russischer Meister und gewann gegen Vijay Drangoy (7:6) den Weltcupauftakt, bevor ihm beim Gouverneurspokal Kemerowo gegen Andrei Freise (7:6) die Titelverteidigung gelang. Im März kam er nach fünf Jahren zum ersten Mal bei einer Weltmeisterschaft wieder über das Viertelfinale hinaus und unterlag bei der Kombinierte-Pyramide-WM im Endspiel seinem Landsmann Alexander Tschepikow (4:7). Bei den weiteren Turnieren des Jahres scheiterte er hingegen zumeist frühzeitig, so kam er etwa bei der Europameisterschaft und der Dynamische-Pyramide-WM nicht über die Vorrunde hinaus und schied bei der Freie-Pyramide-WM 2012 in der Vorrunde aus.
Im folgenden Jahr zog Paschtschinski im April beim Sporthall Cup ins Finale ein, in dem er sich dem Titelverteidiger Artur Piwtschenko mit 1:10 geschlagen geben musste. Zu seinen besten Ergebnissen des Jahres gehörten daneben das Erreichen des Viertelfinales beim Lemajew-Pokal und der Einzug ins Achtelfinale bei der Kombinierte-Pyramide-WM, beim Moskauer Bürgermeisterpokal und bei den Prince Open. Bei der Freie-Pyramide-WM hingegen musste er eine Zweitrundenniederlage hinnehmen.
2014 gelangte Paschtschinski nur einmal ins Halbfinale, beim Gouverneurspokal Kemerowo. Während er bei den Prince Open zumindest ins Viertelfinale kam, scheiterte er bei den anderen internationalen Turnieren frühzeitig. Im folgenden Jahr ließen seine Ergebnisse weiter nach; sein bestes Ergebnis auf der internationalen Ebene war 2015 der neunte Platz beim Imperija-Pokal.

### Seit 2016: Nachlassende Ergebnisse
Im Jahr 2016 nahm Paschtschinski nur an wenigen Turnieren teil. Am Jahresanfang zog er beim Bürgermeisterpokal in Moskau ins Halbfinale ein, in dem er dem Ukrainer Artem Mojissejenko unterlag. Nach einem fünften Platz beim Imperija-Pokal und einem Zweitrundenaus beim Kremlin Cup nahm er im November 2016 zum ersten Mal seit drei Jahren wieder an einer Weltmeisterschaft teil, der Freie-Pyramide-WM, und schied in der Runde der letzten 32 gegen Serghei Krîjanovski aus. Es war seine bislang letzte WM-Teilnahme.
Während Paschtschinski 2017 bei zwei kleineren Turnieren einmal ins Halbfinale und einmal ins Viertelfinale gelangte, erreichte er bei den größeren Turnieren lediglich beim Kremlin Cup das Achtelfinale und kam ansonsten nicht über die Runde der letzten 64 hinaus.
Im Jahr 2018 verbesserten sich seine Ergebnisse wieder etwas; bei den ersten drei Weltcupturnieren erreichte er zweimal die Endrunde und kam dabei einmal ins Achtelfinale. Im September gelangte er beim Imperija-Pokal auf den dritten Platz, nachdem er gegen den späteren Turniersieger Artur Piwtschenko verloren hatte. Einen Monat später hingegen musste er beim Savvidi Cup ein Zweitrundenaus hinnehmen.
Im Februar 2019 fand in Moskau das Einladungsturnier Champions Cup statt. Im Rahmen des Turniers sollte Paschtschinski eine Trickstoß-Show veranstalten, aufgrund der kurzfristigen Absage von Jewgeni Stalew wurde er jedoch in das Teilnehmerfeld aufgenommen. Durch einen Sieg gegen Serghei Krîjanovski zog er, sechs Jahre nach seiner bis dahin letzten Finalteilnahme, ins Endspiel ein, in dem er sich dem Ukrainer Oleksandr Palamar mit 4:6 geschlagen geben musste. Im weiteren Verlauf des Jahres nahm er an drei internationalen Turnieren teil und kam dreimal unter die besten 32. Sein bestes Ergebnis erzielte er beim Kremlin Cup, als er unter anderem Serghei Krîjanovski und Jewhen Palamar besiegte, bevor er im Viertelfinale dem Weißrussen Jauhen Saltouski unterlag.
Anschließend zog er sich weitgehend vom internationalen Sport zurück. 2021 trat Paschtschinski wieder in Erscheinung, als er beim Krjukow-Turnier in der Vorrunde scheiterte und beim Moskauer Bürgermeisterpokal die Runde der letzten 64 erreichte.

### Snooker
Juri Paschtschinski spielt gelegentlich auch Snooker. Er wurde 2001 russischer Meister und 2000 Vizemeister. Im Juni 2007 nahm er an der Europameisterschaft im irischen Carlow teil und besiegte unter anderem Jonathan Nelson, Costas Konuaris und John Torpey, bevor er in der Runde der letzten 32 dem Schotten Gary Thomson mit 3:5 unterlag. Es war das bis dahin beste Ergebnis eines Russen bei der EM. Vor der EM war er gemeinsam mit den anderen russischen Teilnehmern in der Snookeracademy von Derek Hill trainiert worden.

## Spielweise
Paschtschinski gilt als ein offensiv und risikoreich agierender Spieler.

## Erfolge
Einzel
| Ergebnis | Jahr     | Turnier                            | Finalgegner           | Endstand |
| -------- | -------- | ---------------------------------- | --------------------- | -------- |
| Sieger   | 2000     | Asian Cup                          | unbekannt             | n. b.    |
| Sieger   | 2002     | Longoni Russia Cup                 | unbekannt             | n. b.    |
| Finalist | 2002     | Balkanpokal                        | unbekannt             | n. b.    |
| Finalist | 2003     | Internationales Top-16-Turnier     | Jewgeni Stalew        | 4:9      |
| Sieger   | 2004     | Longoni Russia Cup                 | unbekannt             | n. b.    |
| Finalist | 2004     | Balkanpokal                        | Kirill Anischtschenko | 3:7      |
| Sieger   | 2005     | Weltmeisterschaft (Fr. Pyr.)       | Kirill Anischtschenko | 7:6      |
| Finalist | 2007/Mrz | Rossijskaja-gaseta-Turnierserie    | Oleksandr Palamar     | 4:6      |
| Sieger   | 2007/2   | Moscow Open Cup                    | Kanybek Sagynbajew    | 5:3      |
| Finalist | 2007     | Europameisterschaft (Fr. Pyr.)     | Oleksandr Palamar     | 1:7      |
| Sieger   | 2007/3   | Moscow Open Cup                    | Artjom Petrossjan     | 5:3      |
| Finalist | 2007     | Kremlin Cup                        | Kirill Anischtschenko | 3:5      |
| Finalist | 2007     | Weltmeisterschaft (Fr. Pyr.)       | Qanybek Saghyndyqow   | 6:7      |
| Sieger   | 2008     | Europameisterschaft (Fr. Pyr.)     | Seyxun Ağayev         | 7:0      |
| Sieger   | 2009/2   | Freie-Pyramide-Europacup           | Wagif Bagirow         | 7:2      |
| Sieger   | 2010/1   | Prince Open                        | Anatoli Dmitrijew     | 7:5      |
| Sieger   | 2011     | Gouverneurspokal Kemerowo          | Wladimir Wainzwaig    | 7:6      |
| Sieger   | 2012     | Russische Meisterschaft (Fr. Pyr.) | Fjodor Sogomonow      | 7:0      |
| Sieger   | 2012/1   | Freie-Pyramide-Weltcup             | Vijay Drangoy         | 7:6      |
| Sieger   | 2012     | Gouverneurspokal Kemerowo          | Andrei Freise         | 7:6      |
| Finalist | 2012     | Weltmeisterschaft (Komb. Pyr.)     | Alexander Tschepikow  | 4:7      |
| Finalist | 2013     | Sporthall Cup                      | Artur Piwtschenko     | 1:10     |
| Finalist | 2019     | Champions Cup                      | Oleksandr Palamar     | 4:6      |

Mannschaft
| Ergebnis | Jahr | Turnier           | Teampartner                    | Finalgegner                                      | Endstand |
| -------- | ---- | ----------------- | ------------------------------ | ------------------------------------------------ | -------- |
| Sieger   | 2006 | Weltmeisterschaft | Pawel Kusmin Anna Maschirina   | Alena Bunas Jauhen Kurta Uladsislau Wassilenka   | 3:0      |
| Finalist | 2007 | Weltmeisterschaft | Anna Maschirina Sergei Pletnew | Älichan Qaranejew Qanybek Saghyndyqow Irina Tjan | 1:3      |

Snooker
| Ergebnis | Jahr | Turnier                 | Finalgegner | Endstand |
| -------- | ---- | ----------------------- | ----------- | -------- |
| Finalist | 2000 | Russische Meisterschaft | unbekannt   | n. b.    |
| Sieger   | 2001 | Russische Meisterschaft | unbekannt   | n. b.    |

## Teilnahmen an Weltmeisterschaften
| Disziplin            | 1999              | 2000              | 2001              | 2002              | 2003              | 2004              | 2005              | 2006              | 2007 | 2008              | 2009              | 2010              | 2011              | 2012 | 2013 | 2014 | 2015 | 2016 | 2017  | 2018  | 2019  | 2020  | 2021  |
| -------------------- | ----------------- | ----------------- | ----------------- | ----------------- | ----------------- | ----------------- | ----------------- | ----------------- | ---- | ----------------- | ----------------- | ----------------- | ----------------- | ---- | ---- | ---- | ---- | ---- | ----- | ----- | ----- | ----- | ----- |
| Freie Pyramide       | ?                 | ?                 | ?                 | L32               | –                 | VF                | S                 | HF                | F    | AF                | L32               | VF                | L32               | L64  | L64  | –    | –    | L32  | n. a. | –     | –     | n. a. | –     |
| Dynamische Pyramide  | nicht ausgetragen | nicht ausgetragen | nicht ausgetragen | nicht ausgetragen | nicht ausgetragen | nicht ausgetragen | nicht ausgetragen | nicht ausgetragen | HF   | nicht ausgetragen | nicht ausgetragen | nicht ausgetragen | nicht ausgetragen | R    | –    | –    | –    | –    | n. a. | –     | n. a. | n. a. | n. a. |
| Kombinierte Pyramide | nicht ausgetragen | nicht ausgetragen | nicht ausgetragen | nicht ausgetragen | nicht ausgetragen | nicht ausgetragen | nicht ausgetragen | nicht ausgetragen | R    | AF                | –                 | –                 | –                 | F    | AF   | –    | –    | –    | –     | n. a. | –     | n. a. | n. a. |

| Legende | Legende                               |
| ------- | ------------------------------------- |
| S       | Sieger                                |
| F       | Finalist                              |
| HF / H  | Halbfinalist                          |
| VF / V  | Viertelfinalist                       |
| AF / A  | Achtelfinalist                        |
| LX      | Niederlage in der Runde der letzten X |
| R2      | Niederlage in Runde 2                 |
| R       | Vorrundenaus/Niederlage in Runde 1    |
| –       | nicht teilgenommen                    |
| n. a.   | nicht ausgetragen                     |

## Rekorde
2010 erzielte Paschtschinski in Jakutsk mit 52 Punkten die bislang höchste Serie in einem offiziellen Turnierspiel im Russischen Billard.
Im Oktober 2019 versenkte Paschtschinski beginnend vom Anstoß 16 Bälle mit 14 Stößen. Als Spieler, dem dies mit der niedrigsten Anzahl von Stößen gelungen war, wurde er in das Russische Buch der Rekorde aufgenommen.
Im August 2021 stellte Paschtschinski einen Weltrekord auf, als er unterhalb des Westgipfels des Elbrus eine Partie Freie Pyramide in einer Aufnahme beendete. Mit 4320 m war er damit die Person, der eine solche Serie auf der höchsten Höhe gelungen war und erhielt einen Eintrag im Russischen Buch der Rekorde. Während Paschtschinski den Berg zusammen mit einer Gruppe bestiegen hatte, wurde der Tisch für die Aktion mit einem Hubschrauber geliefert.

## Auszeichnungen
2006 wurde Paschtschinski als erster Billardspieler als Verdienter Meister des Sports ausgezeichnet.

## Sonstiges
Im Rahmen der Olympischen Spiele 2010 in Vancouver spielte Paschtschinski im olympischen Dorf im Russischen Haus gemeinsam mit Anna Maschirina Showmatches, Trickstöße und Partien mit russischen Athleten.
Paschtschinski spielt in seiner Freizeit regelmäßig Poker und ist mit dem Pokerprofi Iwan Demidow befreundet.